# OA (드라마)
《OA》(영어: The OA)는 넷플릭스에서 2016년 12월부터 2019년 3월까지 방영된 미국의 미스터리 드라마이다.

## 에피소드
| 시즌 | 편수 | 공개일           |
| ---- | ---- | ---------------- |
| 1    | 8    | 2016년 12월 16일 |
| 2    | 8    | 2019년 3월 22일  |